# 熱舒夫城堡

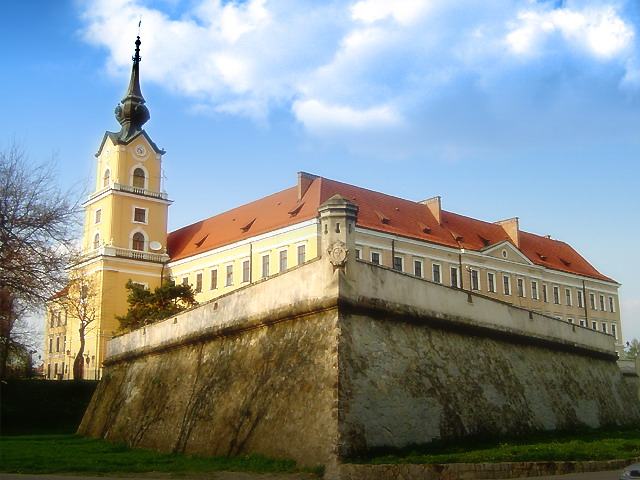
熱舒夫城堡

熱舒夫城堡（Rzeszów Castle）是波蘭城市熱舒夫的一座城堡，也是熱舒夫的地標之一。這裡自16世紀開始就有城堡。現在的城堡修建於1902年至1906年。重建之後至1981年期間，該建築曾被用作監獄。現在熱舒夫城堡用作省法院。盧博米爾斯基宮位於城堡附近。